# بایچتینا
بایچتینا (به صربی: Bajčetina) یک روستا در صربستان است که در کنیچ واقع شده‌است. بایچتینا ۷٫۴۸ کیلومتر مربع مساحت و ۳۴ نفر جمعیت دارد و ۸۰۹ متر بالاتر از سطح دریا واقع شده‌است.